# Brookesia antakarana
Espèce
Statut de conservation UICN

 NT  : Quasi menacé
Statut CITES
Synonymes
- Brookesia ambreensis Raxworthy & Nussbaum, 1995

Brookesia antakarana est une espèce de sauriens de la famille des Chamaeleonidae.

## Répartition
Cette espèce est endémique de la région de Diana à Madagascar. Elle a été découverte dans le parc national de la Montagne d'Ambre.

## Description
Ce caméléon nain est de petite taille, diurne, et vit au sol ou sur les branches basses des forêts.

## Publication originale
- Raxworthy & Nussbaum, 1995 : Systematics, speciation and biogeography of the dwarf chameleons (Brookesia; Reptilia, Squamata, Chamaeleontidae) of northern Madagascar. Journal of Zoology, vol. 235, p. 525-558 (texte intégral).